# Per van Vlerken
Per van Vlerken (ursprünglich Per Bittner, * 20. März 1985 in Leipzig) ist ein ehemaliger deutscher Duathlet und Triathlet.

## Sportlicher Werdegang
Per Bittner betreibt seit 1991 Triathlon, er startete im Alter von sieben Jahren bei seinem ersten Triathlon und wird von Guido Vroemen trainiert. Er startet überwiegend auf der Mittel- und Langdistanz und dies meist im Rahmen der Challenge-Serie. Sein bisher größter Erfolg war 2012 der Sieg auf der Mitteldistanz bei der Half-Challenge Barcelona.
Im Juli 2013 schaffte Bittner mit seinem dritten Rang in Zürich erstmals den Sprung auf das Ironman-Podest und konnte sich damit für einen Startplatz bei den Ironman World Championships, dem im Oktober 2013 stattfindenden Ironman Hawaii qualifizieren, wo er den 32. Rang belegte.
Bis 2014 startete er als Profi-Athlet für das Team TBB. Im Dezember 2014 wurde er Dritter beim Ironman Western Australia. In der Saison 2015 gehört er keinem Team an.
Im Juli 2015 wurde er nach 8:04:29 Stunden mit persönlicher Bestzeit auf der Langdistanz Vierter bei der Challenge Roth und belegte damit Rang 3 bei den im Rahmen des Rennens ausgetragenen Deutschen Meisterschaften auf der Langdistanz. Im weiteren Jahresverlauf wurde Van Vlerken jeweils Dritter beim Ironman Barcelona und Ironman Western Australia.
Seit der Saison 2016 startet er für das IBH-Pro-Triathlon-Team aus Leipzig.
Per Bittner heiratete im Juli 2018 die niederländische Triathletin Yvonne van Vlerken (* 1978) und startet seitdem als Per van Vlerken.
Im April 2019 wurde der damals 34-Jährige Dritter bei der Challenge Taiwan und im Oktober Sechster beim Ironman Malaysia. Bei der Weltmeisterschaft auf der Triathlon-Langdistanz belegte Per van Vlerken im September 2021 den elften Rang.
Seit 2021 tritt Per van Vlerken nicht mehr international in Erscheinung.

## Privates
Per van Vlerken ist seit Juli 2018 mit der niederländischen Triathletin Yvonne van Vlerken (* 1978) verheiratet.

## Sportliche Erfolge
| Datum/Jahr    | Platz | Wettbewerb                                           | Austragungsort | Zeit        | Bemerkung                                                                    |
| ------------- | ----- | ---------------------------------------------------- | -------------- | ----------- | ---------------------------------------------------------------------------- |
| 19. März 2022 | 24    | Ironman 70.3 Lanzarote                               | Lanzarote      | 04:13:41    |                                                                              |
| 5. März 2022  | 12    | Ironman 70.3 Dubai                                   | Dubai          | 03:52:58    |                                                                              |
| 26. Feb. 2022 | 3     | Club La Santa Vulcano Triathlon                      | La Santa       | 01:56:13    | auf der olympischen Distanz                                                  |
| 25. Juli 2021 | 5     | Leipziger Triathlon                                  | Leipzig        | 01:53:05    | auf der olympischen Distanz                                                  |
| 11. Juli 2021 | 4     | Trans Vorarlberg Triathlon                           | Rankweil       | 01:52:30    | auf der olympischen Distanz                                                  |
| 9. Mai 2021   | 21    | Challenge Riccione                                   | Riccione       | 04:12:05    |                                                                              |
| 26. Juli 2020 | 3     | Leipziger Triathlon                                  | Leipzig        | 01:52:53    | auf der olympischen Distanz                                                  |
| 5. Okt. 2019  | 10    | Ironman 70.3 Lanzarote                               | Lanzarote      | 03:51:41    | Austragung ohne das Schwimmen                                                |
| 24. Aug. 2019 | 12    | Ironman 70.3 Vichy                                   | Vichy          | 04:16:00    |                                                                              |
| 28. Juli 2019 | 1     | Leipziger Triathlon                                  | Leipzig        | 01:56:29    | fünfter Sieg in Folge auf der olympischen Distanz                            |
| 19. Mai 2019  | DNF   | Ironman 70.3 Barcelona                               | Barcelona      | –           |                                                                              |
| 14. Apr. 2019 | 6     | Ironman 70.3 Liuzhou                                 | Liuzhou        | 03:56:26    |                                                                              |
| 17. Nov. 2018 | 3     | Laguna Phuket Triathlon                              | Phuket         | 02:24:02    |                                                                              |
| 21. Okt. 2018 | 2     | Challenge Kanchanaburi                               | Kanchanaburi   | 03:18:17    | Mitteldistanz                                                                |
| 9. Sep. 2018  | 11    | Ironman 70.3 Rügen                                   | Binz           | 04:00:47    |                                                                              |
| 26. Aug. 2018 | 6     | Trans Vorarlberg Triathlon                           | Bregenz        | 03:58:51,4  |                                                                              |
| 22. Juli 2018 | 1     | Leipziger Triathlon                                  | Leipzig        | 01:53:54    | erfolgreiche Titelverteidigung auf der olympischen Distanz                   |
| 14. Okt. 2017 | 14    | Challenge Peguera Mallorca                           | Peguera        | 04:08:43    |                                                                              |
| 26. Aug. 2017 | 3     | Trans Vorarlberg Triathlon                           | Bregenz        |             |                                                                              |
| 23. Juli 2017 | 1     | Leipziger Triathlon                                  | Leipzig        | 01:52:48    | auf der olympischen Distanz                                                  |
| 21. Mai 2017  | 18    | Ironman 70.3 Austria                                 | St. Pölten     | 04:18:43    |                                                                              |
| 23. Okt. 2016 | 1     | Challenge Aruba                                      | Aruba          | 04:03:18    | Doppelsieg mit Yvonne van Vlerken                                            |
| 14. Aug. 2016 | 3     | Challenge Finland                                    | Vierumäki      | 03:50:16    |                                                                              |
| 6. Aug. 2016  | 2     | Challenge Fredericia                                 | Fredericia     | 03:49:41    | bei der Erstaustragung mit 18 Sekunden Rückstand auf dem zweiten Platz       |
| 24. Juli 2016 | 1     | Leipziger Triathlon                                  | Leipzig        | 01:53:23    | Sieger auf der olympischen Distanz                                           |
| 9. Mai 2016   | 2     | Challenge Rimini                                     | Rimini         | 04:16:23    |                                                                              |
| 7. Feb. 2016  | 5     | Ironman 70.3 Geelong                                 | Geelong        | 03:57:40    |                                                                              |
| 31. Jan. 2016 | 2     | Challenge Melbourne                                  | Melbourne      | 03:56:05    |                                                                              |
| 13. Dez. 2015 | 2     | Ironman 70.3 Ballarat                                | Ballarat       | 03:55:16    |                                                                              |
| 23. Aug. 2015 | 3     | Challenge Walchsee-Kaiserwinkl                       | Walchsee       | 03:55:17    |                                                                              |
| 26. Juli 2015 | 1     | Leipziger Triathlon                                  | Leipzig        | 01:54:50    | auf der olympischen Distanz                                                  |
| 14. Juni 2015 | 1     | Triathlon Ingolstadt                                 | Ingolstadt     | 01:52:37    | Sieger auf der olympischen Distanz                                           |
| 17. Mai 2015  | 6     | Ironman 70.3 Austria                                 | St. Pölten     | 04:01:04    |                                                                              |
| 29. März 2015 | 3     | Challenge Batemans Bay                               | Batemans Bay   | 04:06:48    | [ 16 ]                                                                       |
| 27. Feb. 2015 | 23    | Challenge Dubai                                      | Dubai          | 03:56:01    | beim ersten Rennen der „Challenge Triple-Crown-Serie“                        |
| 27. Juli 2014 | 5     | Leipziger Triathlon                                  | Leipzig        | 02:00:07    |                                                                              |
| 10. Mai 2014  | 7     | Challenge Rimini                                     | Rimini         | 04:12:58,90 | auf der Halbdistanz                                                          |
| 26. Apr. 2014 | 9     | Challenge Fuerteventura                              | Fuerteventura  | 04:10:57    |                                                                              |
| 13. Juli 2014 | 2     | Mostiman Triathlon                                   | Wallsee        |             |                                                                              |
| 1. Sep. 2013  | 5     | Challenge Walchsee-Kaiserwinkl                       | Walchsee       | 04:03:55    |                                                                              |
| 25. Aug. 2013 | 2     | ICAN Germany                                         | Nordhausen     | 03:58:36    | bei der Erstaustragung der spanischen ICAN-Triathlonserie in Deutschland     |
| 21. Juli 2013 | 1     | Mostiman Triathlon                                   | Wallsee        | 01:54:00    | Sieger im Mostviertel auf der olympischen Distanz                            |
| 16. Juni 2013 | 3     | Ironman 70.3 Berlin                                  | Berlin         |             |                                                                              |
| 2. Okt. 2012  | 1     | Cologne 226 Half                                     | Köln           | 03:55:06    |                                                                              |
| 21. Aug. 2012 | 2     | Challenge Vichy                                      | Vichy          |             | Zweiter Platz bei der zur Halbdistanz verkürzten Austragung                  |
| 10. Juni 2012 | 10    | ETU Middle Distance Triathlon European Championships | Kraichgau      | 03:59:56    | Europameisterschaft auf der Halbdistanz im Rahmen der Challenge Kraichgau    |
| 27. Mai 2012  | 1     | Half Challenge Barcelona                             | Barcelona      | 03:50:35    | Sieg vor Stanislav Krylov und Raul Amatriain Arraizz.                        |
| 4. Sep. 2011  | 2     | Köln Triathlon                                       | Köln           |             | auf der Mitteldistanz                                                        |
| 29. Mai 2011  | 2     | Half Challenge Barcelona                             | Barcelona      | 03:50:18    | auf der Mitteldistanz (1,9 km Schwimmen, 85 km Radfahren und 21,1 km Laufen) |
| 25. Juli 2010 | 2     | Leipziger Triathlon                                  | Leipzig        | 01:54:40    |                                                                              |
| 26. Juli 2009 | 6     | Leipziger Triathlon                                  | Leipzig        | 01:57:24    |                                                                              |
| 27. Juli 2008 | 4     | Leipziger Triathlon                                  | Leipzig        | 02:02:02    | Deutsche Hochschulmeisterschaften Triathlon                                  |

| Datum/Jahr    | Platz | Wettbewerb                                         | Austragungsort       | Zeit     | Bemerkung                                                                                                   |
| ------------- | ----- | -------------------------------------------------- | -------------------- | -------- | --- |
| 4. Juni 2023  | 4     | Challenge Gunsan                                   | Gunsan               | 08:30:24 | |
| 3. Apr. 2022  | DNF   | Ironman South Africa                               | Port Elizabeth       | –        | |
| 12. Sep. 2021 | 11    | ITU Long Distance Triathlon World Championships    | Almere               | 08:03:54 | Weltmeisterschaft auf der Triathlon-Langdistanz; persönliche Bestzeit auf der Langdistanz                   |
| 30. Mai 2021  | 15    | 140.6 INN International Triathlon                  | Castell-Platja d’Aro | 09:14:47 | [ 19 ] |
| 5. Sep. 2020  | 5     | Austria-Triathlon                                  | Podersdorf           | 08:00:56 | Radstrecke nur 178 km                                                                                       |
| 26. Okt. 2019 | 6     | Ironman Malaysia                                   | Langkawi             | 09:01:29 | |
| 30. Juni 2019 | DNF   | Ironman Germany                                    | Frankfurt            | –        | |
| 27. Apr. 2019 | 3     | Challenge Taiwan                                   | Taitung              | 08:41:55 | |
| 7. Okt. 2018  | 19    | Ironman Barcelona                                  | Calella              | 08:31:07 | |
| 4. Aug. 2018  | 8     | Ironman Tallinn                                    | Tallinn              | 08:19:44 | |
| 3. Dez. 2017  | 8     | Ironman Western Australia                          | Busselton            | 07:50:37 | verkürzter Kurs ohne Schwimmen als Duathlon                                                                 |
| 4. März 2017  | 7     | Ironman New Zealand                                | Taupō                | 08:44:13 | |
| 8. Okt. 2016  | DNF   | Ironman Hawaii                                     | Hawaii               | –        | |
| 17. Juli 2016 | 8     | Challenge Roth                                     | Roth                 | 08:21:28 | |
| 20. Feb. 2016 | 5     | Challenge Wanaka                                   | Wanaka               | 09:11:37 | |
| 6. Dez. 2015  | 3     | Ironman Western Australia                          | Busselton            | 08:19:15 | |
| 4. Okt. 2015  | 3     | Ironman Barcelona                                  | Calella              | 08:06:24 | |
| 12. Juli 2015 | 3     | DTU Deutsche Meisterschaft Triathlon Langdistanz   | Roth                 | 08:04:29 | vierter Rang bei der Challenge Roth                                                                         |
| 22. März 2015 | 9     | Ironman Melbourne                                  | Melbourne            | 08:25:17 | |
| 7. Dez. 2014  | 3     | Ironman Western Australia                          | Busselton            | 08:14:37 | |
| 1. Nov. 2014  | 6     | Ironman Florida                                    | Panama City          | 07:33:47 | Das Rennen wurde ohne die Schwimmdistanz ausgetragen.                                                       |
| 28. Sep. 2014 | 8     | Ironman Chattanooga                                | Chattanooga          | 08:30:59 | Achter bei der Erstaustragung in Tennessee                                                                  |
| 2. Nov. 2013  | DNF   | Ironman Florida                                    | Panama City          | –        | |
| 12. Okt. 2013 | 32    | Ironman Hawaii                                     | Big Island           | 08:53:38 | Ironman World Championships                                                                                 |
| 28. Juli 2013 | 3     | Ironman Switzerland                                | Zürich               | 08:49:07 | |
| 24. März 2013 | 6     | Ironman Melbourne                                  | Melbourne            | 07:58:27 | Die Schwimmdistanz musste aufgrund der Witterungsverhältnisse auf stark verkürztem Kurs ausgetragen werden. |
| 2. März 2013  | 7     | Abu Dhabi International Triathlon                  | Abu Dhabi            | 06:58:57 | |
| 30. Sep. 2012 | 3     | Challenge Barcelona-Maresme                        | Barcelona            | 08:22:14 | |
| 8. Juli 2012  | 9     | ETU Long Distance Triathlon European Championships | Roth                 | 08:22:51 | Triathlon-Europameisterschaft auf der Langdistanz beim Challenge Roth                                       |
| 2. Okt. 2011  | 2     | Challenge Barcelona-Maresme                        | Barcelona            | 08:18:53 | |

| Datum/Jahr    | Platz | Wettbewerb                       | Austragungsort    | Zeit     | Bemerkung                                      |  |
| ------------- | ----- | -------------------------------- | ----------------- | -------- | ---------------------------------------------- |  |
| 30. Apr. 2017 | 5     | Rheintal Duathlon                | Marbach           | 00:51:22 | 4 km Laufen, 17 km Radfahren und 4 km Laufen   |  |
| 16. Jan. 2017 | 8     | International Lanzarote Duathlon | Puerto del Carmen | 00:57:38 | 5 km Laufen, 20 km Radfahren und 2,5 km Laufen |  |
| 11. Jan. 2015 | 5     | International Lanzarote Duathlon | Puerto del Carmen | 00:58:56 |                                                |  |
| 18. Jan. 2014 | 2     | International Lanzarote Duathlon | Puerto del Carmen | 01:00:46 |                                                |  |
| 28. Apr. 2013 | 4     | Rheintal Duathlon                | Marbach           | 00:51:58 |                                                |  |

| Datum/Jahr    | Platz | Wettbewerb       | Austragungsort | Zeit     | Bemerkung |
| ------------- | ----- | ---------------- | -------------- | -------- | --------- |
| 24. Apr. 2016 | 2     | Leipzig-Marathon | Leipzig        | 02:39:56 |           |
| 20. Apr. 2015 | 10    | Leipzig-Marathon | Leipzig        | 02:43:08 |           |